# Jean Deny
Jean Deny (ur. 12 lipca 1879 w Kijowie, zm. 5 listopada 1963 w Gérardmer) – francuski orientalista, językoznawca i turkolog. Jego matką była Polka.
W latach 1910–1949 był profesorem w Narodowej Szkoły Żywych Języków Orientalnych (ENLOV). Przez ostatnie jedenaście lat pracy pełnił rolę rektora uczelni.

## Twórczość
Do najsłynniejszych dzieł należą:
- Grammaire de la langue turque (dialecte osmanli) (1921)
- Principes de grammaire turque (1955)
- L’arméno-coman et les “Éphémérides” de Kamieniec (1955)